# Perlis
Perlis er et rajadømme på Malacca-halvøen, der indgår som en delstat i den malaysiske føderation – kendt som Malaysia.
6°30′N 100°15′Ø / 6.5°N 100.25°Ø
|  | Infoboks uden skabelon Denne artikel har en infoboks dannet af en tabel eller tilsvarende. |